# Alessandro Zanoli
Alessandro Zanoli, né le 3 octobre 2000 à Carpi en Italie, est un footballeur italien qui évolue au poste d'arrière droit au SSC Naples.

## Biographie

### En club
Né Carpi en Italie, Alessandro Zanoli commence le football dans le club de sa ville natale, le Carpi FC, avant de rejoindre en 2018 le SSC Naples, où il poursuit sa formation. Considéré comme l'un des joueurs les plus prometteurs du club il s'impose comme un joueur clé avec la Primavera, où il évolue notamment en défense centrale, lui qui est formé comme arrière droit, mais qui a aussi la polyvalence de pouvoir jouer sur les ailes offensives.
Le 22 septembre 2020, Zanoli est prêté au F.C. Legnago Salus (en), qui évolue alors en Serie C, pour la saison 2020-2021.
De retour à Naples à la fin de son prêt au F.C. Legnago Salus (en), il est intégré à l'équipe première par l'entraîneur Luciano Spalletti. Zanoli fait sa première apparition avec le groupe professionnel lors d'une rencontre de Serie A contre l'Udinese Calcio, le 20 septembre 2021. Il entre en jeu à la place de Mário Rui et son équipe l'emporte par quatre buts à zéro. Il connait sa première titularisation avec Naples le 3 avril 2022, lors d'un match de Serie A face à l'Atalanta Bergame Calcio. Son équipe l'emporte par trois buts à un ce jour-là,.
Le 7 janvier 2023, il est prêté à l'UC Sampdoria jusqu'à la fin de la saison sans option d'achat. Il marque son premier but en Serie A le 19 mars 2023 contre l'Hellas Vérone. Titulaire, il participe à la victoire de son équipe par trois buts à un.
Le 17 janvier 2024, Zanoli est prêté à l'US Salernitana jusqu'à la fin de la saison.
Le joueur est de nouveau prêté le 11 juillet 2024 au Genoa CFC avec une option d'achat de 7M€ obligatoire si certaines conditions sont remplies.

### En sélection
Alessandro Zanoli joue son premier match avec l'équipe d'Italie espoirs le 6 juin 2022, contre le Luxembourg. Il entre en jeu et son équipe l'emporte par trois buts à zéro.

## Statistiques
| Saison                | Club                    | Championnat           | Championnat | Championnat | Championnat | Coupe(s) nationale(s) | Coupe(s) nationale(s) | Coupe(s) nationale(s) | Supercoupe | Supercoupe | Supercoupe | Compétition(s) continentale(s) | Compétition(s) continentale(s) | Compétition(s) continentale(s) | Compétition(s) continentale(s) | Total | Total | Total |
| Saison                | Club                    | Division              | M.          | B.          | P.d.        | M.                    | B.                    | P.d.                  | M.         | B.         | P.d.       | Comp.                          | M.                             | B.                             | P.d.                           | M.    | B.    | P.d.  |
| 2020-2021             | FC Legnago Salus (prêt) | Serie C               | 37          | 1           | 0           | -                     | -                     | -                     | -          | -          | -          | -                              | -                              | -                              | -                              | 37    | 1     | 0     |
| Sous-total            | Sous-total              | Sous-total            | 37          | 1           | 0           | 0                     | 0                     | 0                     | -          | -          | -          | -                              | -                              | -                              | --                             | 37    | 1     | 0     |
| 2021-2022             | SSC Naples              | Serie A               | 12          | 0           | 0           | -                     | -                     | -                     | -          | -          | -          | C3                             | 1                              | 0                              | 0                              | 13    | 0     | 0     |
| 2022-2023             | SSC Naples              | Serie A               | 1           | 0           | 0           | -                     | -                     | -                     | -          | -          | -          | C1                             | 2                              | 0                              | 0                              | 3     | 0     | 0     |
| 2023-2024             | SSC Naples              | Serie A               | 5           | 0           | 0           | 1                     | 0                     | 0                     | -          | -          | -          | C1                             | 1                              | 0                              | 0                              | 7     | 0     | 0     |
| Sous-total            | Sous-total              | Sous-total            | 18          | 0           | 0           | 1                     | 0                     | 0                     | -          | -          | -          | -                              | 4                              | 0                              | 0                              | 23    | 0     | 0     |
| 2022-2023             | Sampdoria (prêt)        | Serie A               | 22          | 2           | 2           | 1                     | 0                     | 0                     | -          | -          | -          | -                              | -                              | -                              | -                              | 23    | 2     | 2     |
| Sous-total            | Sous-total              | Sous-total            | 22          | 2           | 2           | 1                     | 0                     | 0                     | -          | -          | -          | -                              | 0                              | 0                              | 0                              | 23    | 2     | 2     |
| 2023-2024             | US Salernitana (prêt)   | Serie A               | 5           | 0           | 0           | -                     | -                     | -                     | -          | -          | -          | -                              | -                              | -                              | -                              | 5     | 0     | 0     |
| Total sur la carrière | Total sur la carrière   | Total sur la carrière | 82          | 3           | 2           | 2                     | 0                     | 0                     | -          | -          | -          | -                              | 4                              | 0                              | 0                              | 88    | 3     | 2     |

## Vie privée
Alessandro est très proche de Juan Jesus, qu'il côtoie à Naples et qu'il considère comme un grand frère. Il cite également son coéquipier Giovanni Di Lorenzo comme une inspiration pour lui et son idole est Gianluca Zambrotta.

## Palmarès
SSC Napoli
- Championnat d'Italie de football (1)
  - Champion en 2022-2023.